# グリーンICT
グリーンICT (Information and Communication Technology) とは、ICTを活用したグリーン化(Green by ICT)と、ICT自体のグリーン化(Green of ICT)の2つの概念が含まれる。

## 概要
企業や一般家庭での活動に際して、ICTを用いて環境情報の計測及び予測を行いつつ、エネルギー利用効率の改善、物の生産・消費の効率化・削減、人・物の移動の削減につなげることで、CO2の排出量を削減することが可能である。このように、社会全域においてICTを活用することにより、CO2排出を削減する取り組みを、ICTを活用したグリーン化という。

## 温暖化対策と循環社会
情報通信技術の進展に伴ってICT装置の消費電力量の増加を背景に、地球温暖化問題に影響を与える側面があるとして懸念されている。ICTの拡大化に伴う消費電力増加については総務省は今後も増加傾向だが、省エネルギー対策を実施した場合その増加を抑えられる可能性を示している。グリーンICTではそれらICT機器や通信ネットワークインフラ設備の省資源化、リサイクル、リユースの推進により、社会全体のエネルギー・資源利用を効率化し、持続可能な循環型社会実現に貢献している。

## CO2削減効果
総務省が2009年10月から開催している「グローバル時代におけるICT対策に関するタスクフォース」における「環境問題対応ワーキンググループ」においてスマートグリッドの導入や建造物のエネルギー管理の徹底、流通の合理化、各分野のペーパーレス化の推進等、ICTの寄与が不可欠な対策を実施することにより2020年時点でCO2削減効果は最大で約1.5億トンとの予測を算出している。これは1999年のCO2排出量と比較した場合には約12.3%の削減効果に相当する。また、ICT機器などの使用によるCO2排出量は2012年の排出量とほぼ同水準の約3.000万トンまで抑制が可能となる。これらは1990年の日本のCO2排出量の約10%に当たることから、グリーンICTが温室効果ガス25%削減に大いに貢献することとなる。